# Max Rose (homme politique)
Pour les articles homonymes, voir Max Rose.
Max N. Rose, né le 28 novembre 1986 à Brooklyn (New York), est un homme politique américain. Membre du Parti démocrate, il est élu de l'État de New York à la Chambre des représentants des États-Unis  de 2019 à 2021.

## Biographie

### Jeunesse et carrière professionnelle
Fils d'un directeur de laboratoire et d'une travailleuse sociale, Max Rose grandit à Brooklyn. Il est diplômé de l'université Wesleyenne puis de la London School of Economics, où il obtient un master en philosophie et politique publique.
En 2010, après l'université, Rose intègre l'armée de terre. Blessé en Afghanistan en 2013, il est médaillé de la Purple Heart et de la Bronze Star. Il rejoint par la suite la Garde nationale des États-Unis dont il est capitaine.
Retraité de l'armée en 2015, Rose emménage à Staten Island. Il travaille pour le procureur de Brooklyn Ken Thompson puis comme directeur de cabinet d'un groupe de cliniques à Staten Island.

### Carrière politique
Alors qu'il est étudiant, Rose effectue un stage auprès du maire démocrate de Newark Cory Booker.
En 2018, il se présente à la Chambre des représentants des États-Unis dans le 11e district de New York qui comprend Staten Island et une partie de Brooklyn. La circonscription, qui a voté à 57 % pour Donald Trump en 2016, n'a connu que des députés républicains depuis les années 1980 (à l'exception de l'intermède 2008-2010). Rose remporte facilement la primaire démocrate avec 65 % des suffrages, tandis que le républicain sortant Dan Donovan bat son prédécesseur Michael Grimm.
Durant sa campagne, Rose se présente comme un démocrate modéré, s'attaquant au maire Bill de Blasio et à Nancy Pelosi, et se concentre sur des sujets comme les infrastructures et la crise des opioïdes. Lors de l'élection générale, il est élu représentant avec 52,6 % des voix face à Donovan. Sa victoire, face au seul représentant républicain de la ville de New York, est considérée comme une surprise par de plusieurs observateurs politiques,.
Pendant son mandat au Congrès, il est mobilisé en mars 2020 en tant que réserviste de la Army National Guard, quand la force est activée par le gouverneur Andrew Cuomo pour participer à la réponse publique à la la pandémie de Covid-19.
Le 3 novembre 2020, il est battu par la candidate républicaine Nicole Malliotakis lors du renouvellement de la Chambre des représentants.
En décembre 2020, il ouvre un compte de campagne en vue d'une candidature aux élections municipales de 2021 à New York, mais annonce en janvier 2021 qu'il ne se présentera pas,.
Il devient conseiller spécial du secrétaire à la Défense des États-Unis pour la pandémie de Covid-19 quand Joe Biden est investi comme président le 20 janvier 2021. Son manat est largement marqué par la campagne de vaccination des officiers de l'armée américaine, notamment ceux déployés à l'étranger. Il quitte le Pentagone le 21 juillet 2021.
En décembre 2021, il annonce qu'il sera candidat aux élections de 2022 pour tenter de retrouver son siège. Il perd toutefois de nouveau contre Nicole Malliotakis.